# Hata Minoru
Minoru Hata (畑実 (Điền Thật) Hata Minoru,  sinh ngày 30 tháng 3 năm 1989 ở Mashiki, Kumamoto) là một cầu thủ bóng đá người Nhật Bản thi đấu cho Roasso Kumamoto.

## Thống kê câu lạc bộ
Cập nhật đến ngày 23 tháng 2 năm 2018.
| Thành tích câu lạc bộ | Thành tích câu lạc bộ | Thành tích câu lạc bộ | Giải vô địch | Giải vô địch | Cúp                   | Cúp                   | Tổng cộng | Tổng cộng |
| Mùa giải              | Câu lạc bộ            | Giải vô địch          | Số trận      | Bàn thắng    | Số trận               | Bàn thắng             | Số trận   | Bàn thắng |
| Nhật Bản              | Nhật Bản              | Nhật Bản              | Giải vô địch | Giải vô địch | Cúp Hoàng đế Nhật Bản | Cúp Hoàng đế Nhật Bản | Tổng cộng | Tổng cộng |
| --------------------- | --------------------- | --------------------- | ------------ | ------------ | --------------------- | --------------------- | --------- | --------- |
| 2011                  | Ain Foods             | JRL (Kansai)          | 14           | 0            | –                     | –                     | 14        | 0         |
| 2012                  | Roasso Kumamoto       | J2 League             | 0            | 0            | 0                     | 0                     | 0         | 0         |
| 2013                  | Roasso Kumamoto       | J2 League             | 0            | 0            | 2                     | 0                     | 2         | 0         |
| 2014                  | Roasso Kumamoto       | J2 League             | 32           | 0            | 0                     | 0                     | 32        | 0         |
| 2015                  | Roasso Kumamoto       | J2 League             | 3            | 0            | 1                     | 0                     | 4         | 0         |
| 2016                  | Roasso Kumamoto       | J2 League             | 1            | 0            | 0                     | 0                     | 1         | 0         |
| 2017                  | Roasso Kumamoto       | J2 League             | 22           | 0            | 1                     | 0                     | 23        | 0         |
| Tổng cộng sự nghiệp   | Tổng cộng sự nghiệp   | Tổng cộng sự nghiệp   | 72           | 0            | 4                     | 0                     | 76        | 0         |